# Friedrich Wilhelm von Erdmannsdorff

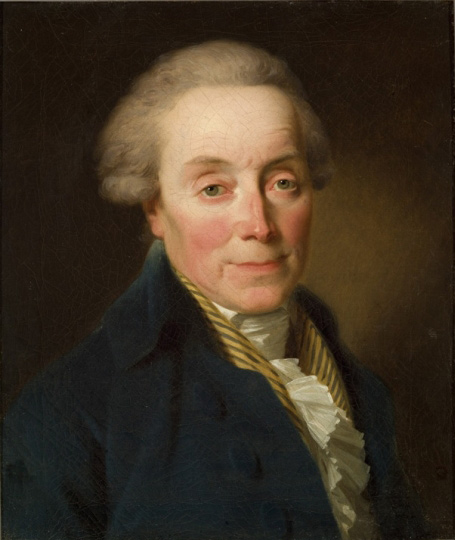
Friedrich Wilhelm Freiherr von Erdmannsdorff, Gemälde von Johann Friedrich August Tischbein, 1796, Gleimhaus Halberstadt

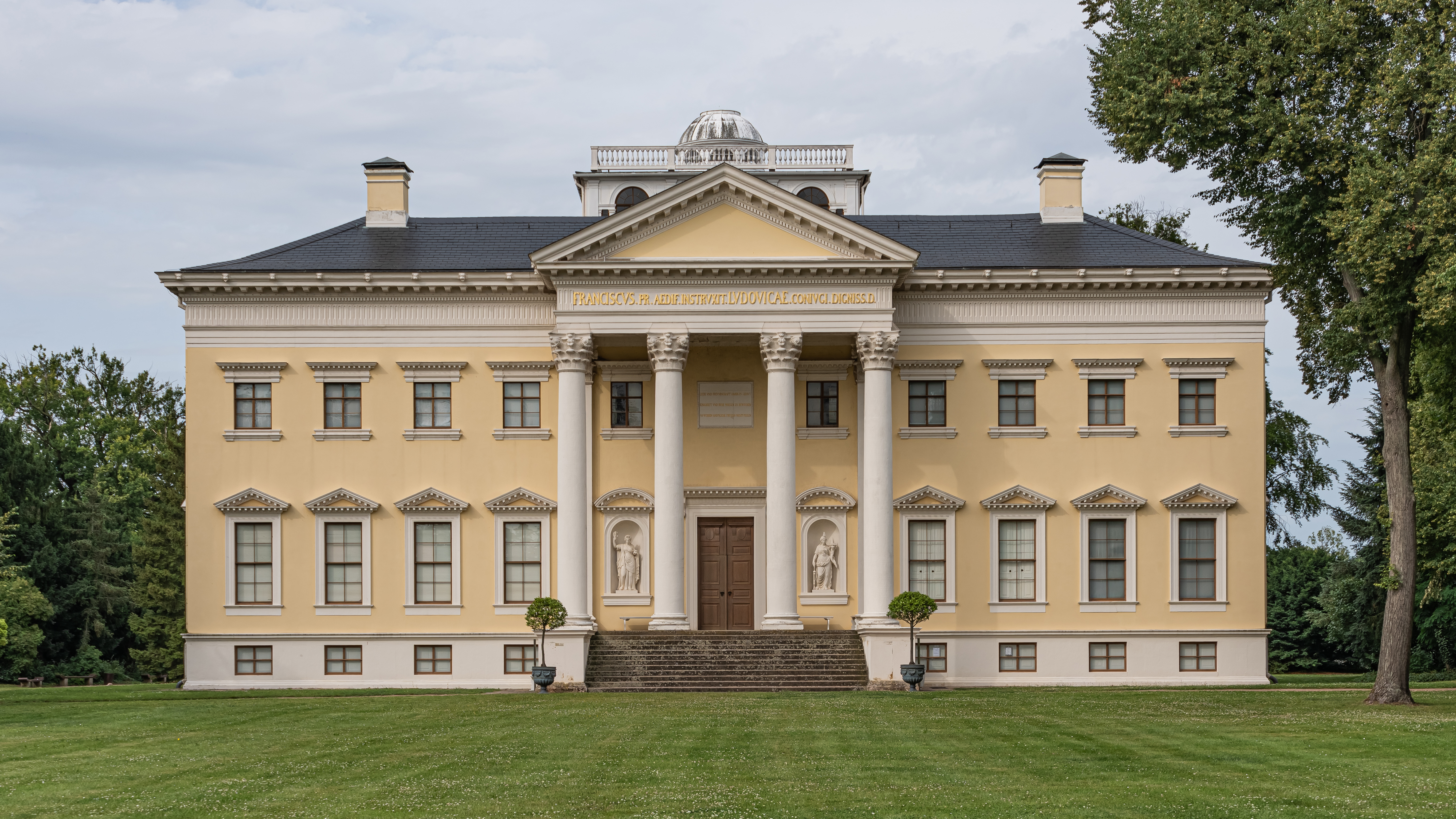
Schloss Wörlitz

Friedrich Wilhelm Freiherr von Erdmannsdorff (* 18. Mai 1736 in Dresden; † 9. März 1800 in Dessau) war ein deutscher Architekt und Architekturtheoretiker in der Zeit der Aufklärung.
Erdmannsdorff gilt als der bedeutendste Vertreter des deutschen Frühklassizismus. Nach seinen Plänen entstand Schloss Wörlitz im Wörlitzer Park bei Dessau als frühestes klassizistisches Schlossbauwerk auf dem europäischen Kontinent. Sein bekanntester Schüler war Friedrich Gilly, der Lehrer Karl Friedrich Schinkels.

## Leben
Erdmannsdorff war der Sohn des kursächsischen Hofbeamten Freiherr Ernst Ferdinand von Erdmannsdorff und dessen Ehefrau Henriette Margarethe von Heßler.
Nach ersten Unterrichtungen bei Wüstemann in Dresden und Eléazar Mauvillon in Leipzig sowie einer Ausbildung an der Ritterakademie in Dresden von 1750 bis 1754 lernte er während seines anschließenden Studiums an der Universität Wittenberg in den Jahren 1754–1757 Franz von Anhalt-Dessau kennen, in dessen Dienste er 1758 trat. Sein späterer Bekanntheitsgrad darf nicht zuletzt im engen Zusammenhang mit dem anhaltischen Fürsten und den in dieser Zeit geschaffenen Wörlitzer Anlagen gesehen werden. Den Bildungsidealen der Aufklärung verbunden, verfolgte Fürst Franz das Ziel, seine Ländereien in ein zusammenhängendes Gartenreich umzugestalten. Neben der Verschönerung der Landschaft sollten Landhäuser verschiedener Baustile, der Antike nachempfundene Tempelarchitekturen, Brücken und Denkmäler entstehen und für jedermann, egal welchen Standes, zugänglich sein. Mit der architektonischen Gestaltung der Anlage beauftragte er seinen Freund, den Architekten Erdmannsdorff.
Auf Studienreisen zwischen 1761 und 1775 nach Italien, in die Niederlande, nach England, Frankreich und in die Schweiz, konnte Erdmannsdorff für die architektonische Gestaltung der Wörlitzer Anlagen wichtige Eindrücke sammeln. Teilweise in Reisebegleitung des Fürsten lernte er den Stil der schottischen Architekten Robert Adam und James Adam (Adam Style) kennen. Ebenfalls beeindruckte ihn der Architekt William Chambers. In Rom machte Erdmannsdorff die Bekanntschaft mit dem Altertumsforscher Johann Joachim Winckelmann und dem Architekten Charles-Louis Clérisseau. Er trat in Kontakt mit dem Baumeister Giovanni Battista Piranesi und dem Maler Jakob Philipp Hackert.
Besonderen Einfluss übte auf ihn die zeitgenössische Kunst und Kultur Englands aus. Die Architektur des englischen Klassizismus, die die strenge Fassadengliederung Palladios zum Vorbild hatte, ist in Erdmannsdorffs späteren Entwürfen wiederzuerkennen. Sie wurde neben der Architektur und Innenraumgestaltung des antiken Italiens zum wichtigsten Vorbild. In diesem Stil schuf er unter anderem das Schloss Wörlitz als frühestes klassizistisches Schlossbauwerk auf dem europäischen Kontinent.
Obwohl Erdmannsdorff diesen Baustil bevorzugte, entstanden nach seinen Plänen ebenfalls Gebäude in dem von Fürst Franz favorisierten Stil der Neugotik. Unter anderem durch den Bau des „Gotischen Hauses“ in den Wörlitzer Anlagen setzte er die Eindrücke um, die er auf seiner Englandreise gewonnen hatte. In der englischen Architektur hatte die Wiederbelebung des gotischen Stils ihren Ursprung.
Während seiner Tätigkeit in Anhalt-Dessau heiratete er 1781 Wilhelmine von Ahlimb, einer Tochter des preußischen Obersts Joachim Wilhelm von Ahlimb (1701–1763). Mit ihr hatte er zwei Töchter.
1786 berief der preußische König Friedrich Wilhelm II. Erdmannsdorff an seine Residenz. Mit kleinen Unterbrechungen war er für diesen bis 1789 in Berlin und Potsdam tätig. Bereits im ersten Jahr wurde er Ehrenmitglied der „Königlichen Akademie der Künste und mechanischen Wissenschaften“ in Berlin. Zur gleichen Zeit erhielt er den Auftrag, das verwohnte Schlaf- und Arbeitszimmer des verstorbenen Preußenkönigs Friedrichs des Großen im Schloss Sanssouci in Potsdam umzugestalten. Nach Erdmannsdorffs Plänen entstand nun der erste konsequent im Stil des Klassizismus gestaltete Innenraum der Potsdamer und Berliner Schlösser. Weitere Raumgestaltungen im Berliner Schloss erfolgten in den Jahren 1787–1789. Neben diesen Arbeiten war er vor allem als Berater in Fragen der Kunst, Kultur und Bildung in Brandenburg-Preußen tätig.

Zwischen 1789 und 1790 hielt sich Erdmannsdorff erneut in Italien auf. In Rom machte er Bekanntschaft mit den Malern Angelika Kauffmann und Jakob Philipp Hackert sowie den Bildhauern Alexander Trippel, Antonio Canova und Bartolomeo Cavaceppi. Nach einer Weimarreise 1791 mit Fürst Franz von Anhalt-Dessau folgten Aufenthalte an den Höfen in Gotha, Kassel und Karlsruhe. 1796 übernahm Erdmannsdorff die künstlerische Leitung der 1795 gegründeten Chalkographischen Gesellschaft in Dessau, deren Anliegen es war, durch Kupferstiche künstlerische Werke zu popularisieren. 

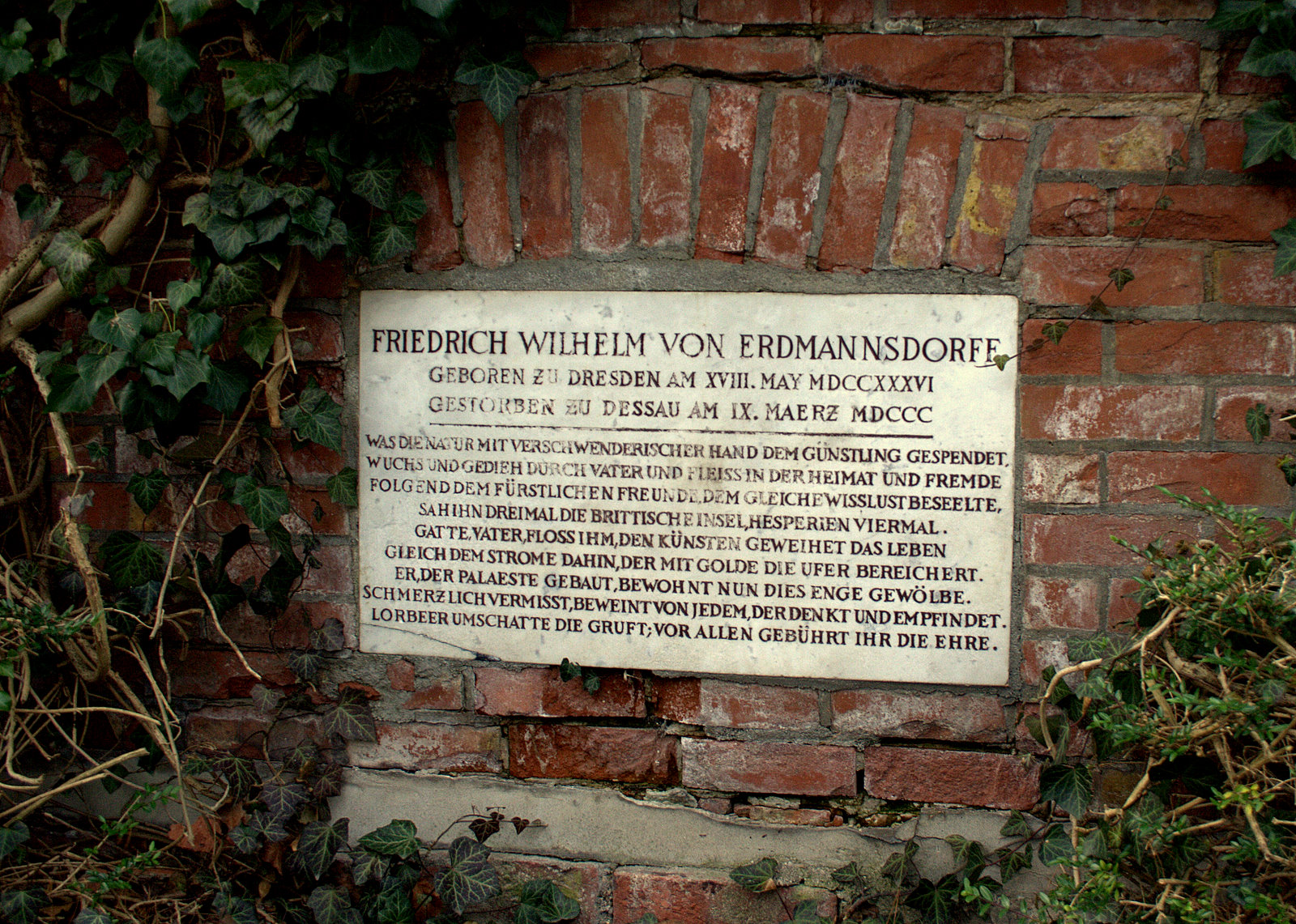
Grabplatte Erdmannsdorff auf dem Neuen Begräbnisplatz in Dessau

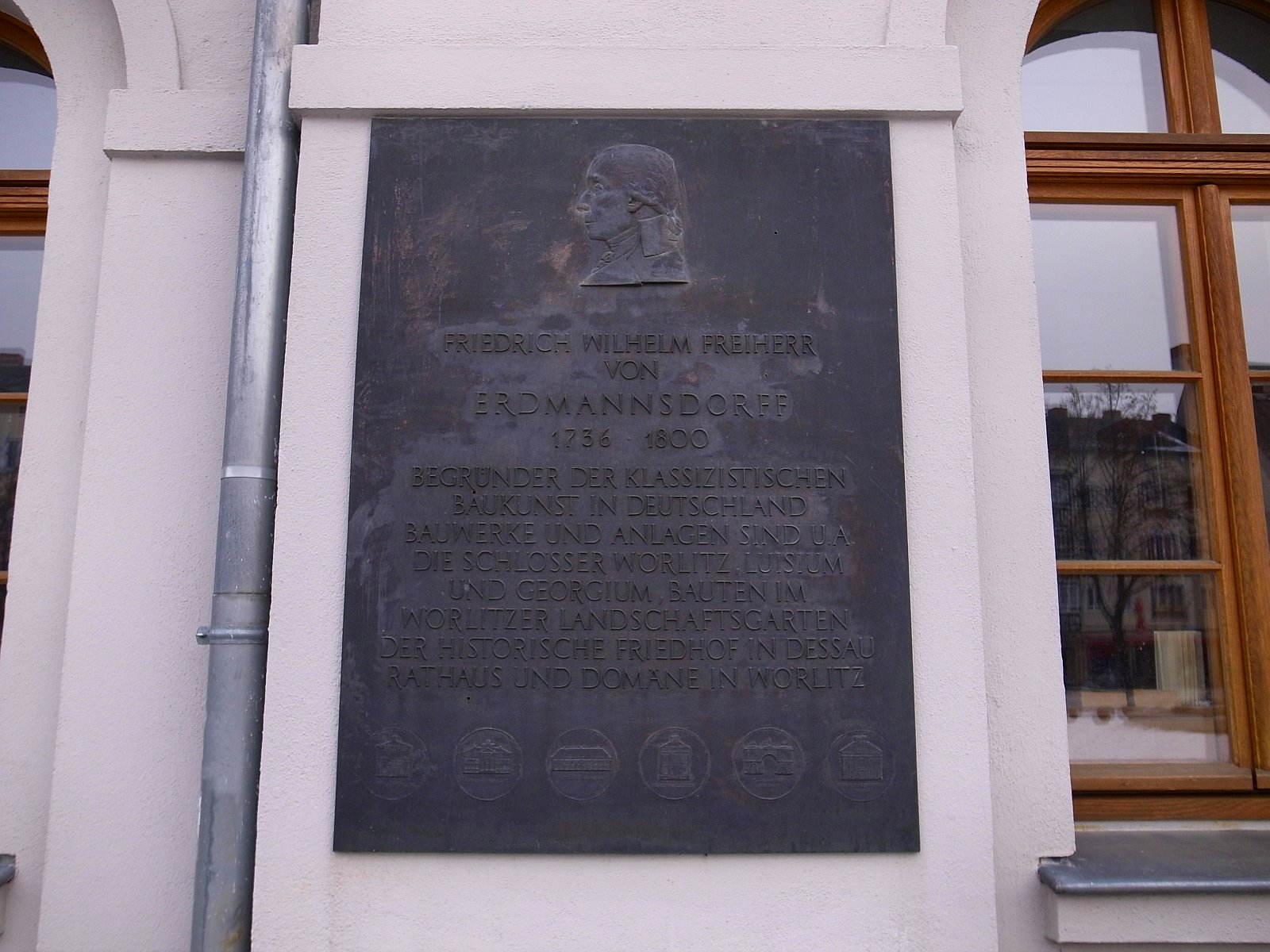
Gedenktafel für Friedrich Wilhelm von Erdmannsdorff an der Anhaltischen Landesbücherei

Im Alter von 64 Jahren starb Freiherr Friedrich Wilhelm von Erdmannsdorff am 9. März 1800 in Dessau. Sein Grab befindet sich auf dem Neuen Begräbnisplatz (Historischer Friedhof I) in Dessau.
Erdmannsdorff hatte niemals eine förmliche Stellung in der Verwaltung oder Regierung Anhalt-Dessaus oder eines anderen Landes. Sein Wirken als Baumeister und seinen Einfluss auf die zeitgenössische Kunst übte er ausschließlich durch seine enge Freundschaft mit Franz von Anhalt-Dessau aus. Ebenso hat er nie eine förmliche Lehrtätigkeit ausgeübt. Sein großer Einfluss auf die klassizistischen Künstler in Preußen wie Friedrich Gilly, Carl Gotthard Langhans und Gottfried Schadow rührt daher, dass diese bei seinen Berliner Bauaufgaben für ihn arbeiteten.
Erdmannsdorff war ein Mitglied im Bund der Freimaurer. 1759 wurde er in die Freimaurerloge Minerva zu den drei Palmen in Leipzig aufgenommen.
Der Asteroid (55759) Erdmannsdorff wurde am 10. November 2003 nach ihm benannt.

## Bauten und Entwürfe
Wörlitz / Wörlitzer Park
- 1767–1768: Nymphaeum
- 1769–1773: Schloss Wörlitz
- 1770–1772: Küchengebäude mit Sommersaal
- 1769: Wachhaus zum Pferde
- 1772: Rotes Wallwachhaus
- 1773: Gotisches Haus
- 1783–1787: Domäne Wörlitz
- 1785–1787: „Gasthof zum Eichenkranz“
- 1787–1790: Synagoge
- 1788: Friederikenbrücke
- 1791–1794: Villa Hamilton (Felseninsel „Stein“)
- 1792–1795: Rathaus
- 1794: Venustempel
- 1795–1797: Pantheon
- 1796: Propstei
- 1797–1798: Floratempel
- 1798: Leichenhalle und Aufseherhaus auf dem Christlichen Friedhof

(außerdem verschiedene Gartenpavillons und -architekturen)
Dessau
- 1767: Kabinett der Fürstin und Großer Festsaal im Schloss Dessau
- 1774–1778: Schloss Luisium
- 1775: Pavillons am Lustgarten
- 1777: Schlosstheater
- nach 1780: Schloss Georgium
- nach 1780: Fremdenhaus und diverse Kleinarchitekturen im Park Georgium
- nach 1780: Wohnhaus Poststraße 11/12
- nach 1780: Wohnhaus Schlossstraße 3
- nach 1780: Zerbster Straße 52
- 1787: Neuer Begräbnisplatz und Friedhofsportal
- 1789: Elbzollhaus
- 1790–1791: Reitbahn
- 1792: Marställe und Hofstallmeisterwohnung
- 1792: Palais Waldersee, Zerbster Straße 10
- 1793: Orangerie und Hauptwache
- 1796: Brückenhäuser der Muldebrücke
- 1797: Palais Branconi („Kristallpalast“), Zerbster Straße 36
- 1798: Haus Zerbster Straße 69
- 1798: Hoftheater
- 1798: Wohnhaus Wallstraße 10

Potsdam
- 1786: Umgestaltung des Arbeits- und Schlafzimmers Friedrichs des Großen im Schloss Sanssouci
- 1790: Marmorpalais, Ausschmückung der Innenräume

Berlin
- 1787–1789: Umgestaltung einiger Räume im Berliner Stadtschloss (Parolesaal, Großer Säulensaal, Blaue französische Kammer, Grüne französische Kammer, Speisesaal)

Magdeburg
- 1794: Nationaltheater